# Electra Heart
Electra Heart é o segundo álbum de estúdio da artista musical galesa Marina. O seu lançamento ocorreu em 27 de abril de 2012, através da 679 Artists e Atlantic Records. O disco possui uma sonoridade inspirada por gêneros dançantes como o electropop e feita através da infusão do indie pop e do new wave, possuindo elementos proeminentes do dubstep, house e do indie rock. As gravações do projeto ocorreram entre os anos de 2010 e 2012 em estúdios do Reino Unido, com a produção de DJ Chuckie, Cirkut, Diplo, Dr. Luke, Liam Howe, Devrim Karaoğlu, Greg Kurstin, Fabian Lenssen, Ryan McMahon, Rick Nowels, Ryan Rabin, Dean Reid, Dean Reid e Stargate.
Após retornar dos Estados Unidos posteriormente ao lançamento de seu primeiro álbum The Family Jewels (2010), a artista pensou em criar um personagem que poderia ser o centro de seu próximo projeto. A artista foi inspirada pela "geração do Tumblr" e de elementos associados com o Sonho Americano e a tragédia grega, ainda tendo Madonna, Marilyn Monroe e Maria Antonieta. Diamandis ainda comentou que a personagem Electra Heart incorporada no álbum é uma "antítese de tudo o que eu represento", bem como disse que "representa o lado corrupto da ideologia americana, e basicamente, a corrupção de si mesmo".
Electra Heart recebeu resenhas divididas pelos críticos de música contemporânea, que expressaram ambivalência em torno da mudança de estilo musical de Diamandis e sua produção global. Comercialmente, conseguiu culminar na primeira posição das tabelas da Irlanda e Reino Unido, ainda tendo as quarenta melhores posições em países como Suíça, Alemanha, Áustria, Noruega, Nova Zelândia e Austrália. Em território estadunidense, conseguiu a 31ª posição na Billboard 200 e ainda a vice-liderança na tabela Dance/Electronic Albums. O sucesso do álbum ainda lhe rendeu uma certificação de ouro pela British Phonographic Industry (BPI) e pela Irish Recorded Music Association (IRMA).
O disco obteve três singles. O primeiro, "Primadonna", foi lançado em 20 de março de 2012 e conseguiu um desempenho favorável, obtendo as vinte melhores posições em países como Áustria, Irlanda, Nova Zelândia, Reino Unido, Dinamarca, Suíça e Alemanha. O segundo, "Power & Control", não obteve um desempenho semelhante ao antecessor, só se posicionando na 193ª posição da UK Singles Chart. O terceiro e último single, "How to Be a Heartbreaker", lançado em 26 de janeiro de 2013, entrou nas vinte posições das tabelas da Dinamarca e Irlanda, além de entrar na 88ª posição da UK Singles Chart. Como forma de divulgação, a artista lançou vários vídeos musicais de canções do álbum para completar o conceito, e embarcou na The Lonely Hearts Club Tour, que chegou em cidades da América do Norte e Europa de maio de 2012 a maio de 2013.

## Lançamento e divulgação

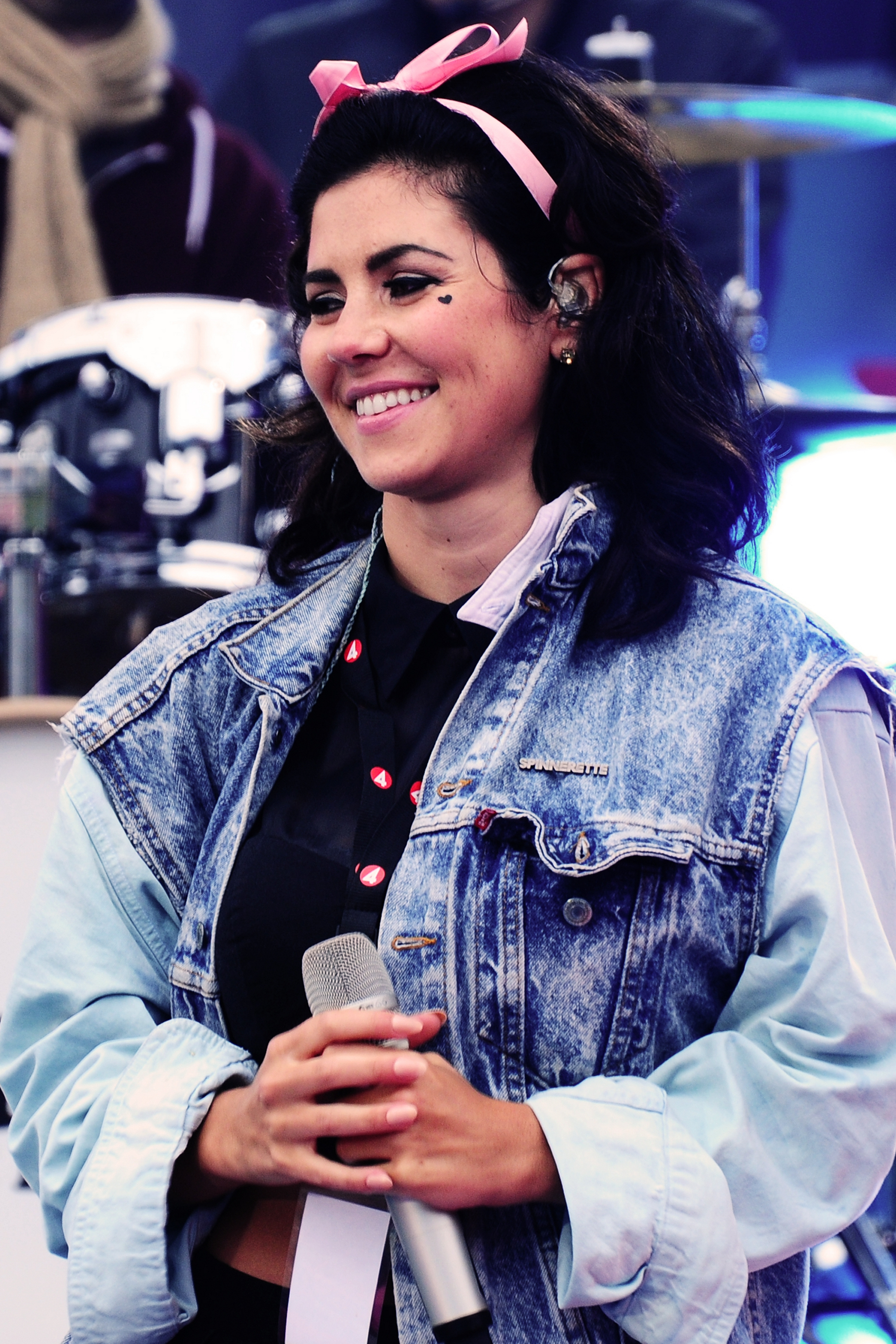
Marina and the Diamonds, em 2012

No dia 1 de Março de 2012, Diamandis revelou via Twitter e Facebook a lista de doze faixas que compõe a tracklist da edição padrão de Electra Heart, postando também a foto da capa do álbum. As quatro faixas bônus presentes na Deluxe edition, incluindo o single promocional "Radioactive", foram anunciadas no dia 5 do mesmo mês.

### Videoclipes
A era Electra Heart foi acompanhada por uma série de 11 videoclipes, cada um contando uma parte da história de Electra Heart, o personagem e alter ego que Marina incorporou durante a divulgação, presente na capa do álbum. Na descrição de cada videoclipe da série, Marina conta um pouco mais sobre a personagem: "Electra Heart é aquela garota que você encontra no supermercado, que está usando um casaco de pele falsa e óculos escuros, vagarosamente escolhendo os abacates. O seu carrinho de compras está cheio de garrafas de champanhe e morangos e ela não se importa se você está olhando ela. Ela está angustiada, e você consegue perceber que a conversa no telefone não terminou muito bem pelo jeito que ela dramaticamente derrubou seu telefone e limpou uma lágrima de sua bochecha. A mesma bochecha que tem um coração desenhado com delineador."

O primeiro, intitulado "Part 1: Fear and Loathing", foi lançado em 8 de agosto de 2011, contendo a descrição "Electra Heart: The Start". O vídeo mostra Diamandis em frente ao espelho de um banheiro cortando seus longos cabelos pretos e cantando a faixa em uma varanda durante a noite. Seguido por "Part 2: Radioactive", lançado em 22 de Agosto, que mostra Diamandis usando uma peruca loira viajando pelos Estados Unidos com seu interesse romântico. A faixa foi lançada através da iTunes Store em 23 de Setembro de 2011, e chegou a 25ª posição da UK Singles Chart em 15 de Outubro.
Um terceiro vídeo, "Part 3: The Archetypes", foi postado no dia 15 de Dezembro de 2011, e durante um minuto e vinte e um segundos, sugeriu o título de quatro faixas do álbum, com a letra "Housewife, beauty queen, homewrecker, idle teen".
O quarto vídeo, intitulado "Part 4 : Primadonna" Foi o primeiro single oficial da era "Electra Heart", e o videoclipe mostra Diamandis, sob o alter-ego: Electra Heart numa mansão, cantando a canção.
O quinto vídeo, "Part 5: Su-Barbie-A", mostra, presumidamente, Diamandis, de costas para a câmera, em branco e preto, com o vídeo em looping, com um vestido. No fundo, comerciais de bonecas Barbie e outros brinquedos são reproduzidos, juntamente com o instrumental da faixa (inspirada no filme) "Valley Of The Dolls", do mesmo álbum.
O sexto vídeo, chamado: "Part 6: Power & Control", um dos singles do álbum, mostra Electra, em uma mansão semelhante à aquela vista em Primadonna, com o seu amor, cantando a canção. Seguido pelo sétimo vídeo, "Part 7: How To Be A Heartbreaker", mostra Electra em diversos lugares, como um vestiário masculino, seduzindo alguns homens, enquanto cantarola a música, sobre o mesmo tema.
O oitavo vídeo, intitulado "Part 8: E.V.O.L", uma das canções da versão deluxe do álbum, filma Electra em um cômodo, com uma expressão depressiva, onde flashes dos "Archetypes" descritos por Marina, são reproduzidos. Novamente, o vídeo é em branco e preto.
Chegando no final da série, o nono vídeo "Part 9: The State Of Dreaming", mostra Electra com um véu e vestido vermelhos cantando a música. No fundo, elementos teatrais são postos, como, em uma letra da música, ela canta: "minha vida é uma peça". A câmera ao longo do vídeo transita entre os tons cinzentos e coloridos.
O décimo vídeo, "Part 10: Lies", apresenta Electra triste, em vários cenários, como um fundo cinza e uma mansão moderna, cantando a música. No final do clipe, Marina sai da mansão, na chuva, e vai para uma floresta.
O último vídeo, "Part 11: Electra Heart", mostra Electra na mesma floresta onde se passa o final do último vídeo, cantarolando a música, mas a maioria do vídeo, na verdade, é uma série de flashbacks de todos os vídeos da série, em ordem. E no final do último vídeo, Electra borra, propositalmente, o coração desenhado na sua bochecha, significando, talvez, a morte da personagem.
A Marina nunca explicou o real significado dessa série, deixando assim, para interpretação pessoal de cada espectador.

## Antecedentes e produção
A ideia de criar as canções em torno do personagem Electra Heart e de outros quatro arquétipos originou-se durante o período que ela passou viajando pelos Estados Unidos após o lançamento de seu álbum de estréia, The Family Jewels (2010). Diamandis considerou criar um personagem que se tornaria o ponto central de seu projeto de acompanhamento. Ela comentou sobre sua inspiração: 
| “ | Eu estava começando a pensar sobre a nossa geração Tumblr, e como as fotos aparecem no Tumblr e as pessoas tornam-se quase como mini-estrelas da internet, e você não sabe quem diabos eles são - eles são apenas rostos anônimos. Então eu comecei a tirar fotos, e fiz um esforço para parecer completamente diferente em cada uma, em diferentes hotéis e apartamentos em toda a América, quando eu estava viajando. E ela só começou a construir a partir disso. Foi mais o arquétipo Primadonna no início, realmente; Eu estava lendo um monte de livros como Hollywood Babylon, concentrando-se mais no lado fofoqueiro, suicida dos anos 30 e 40 em Hollywood. Foi assim que tudo começou, e então ele se transformou em um projeto real. Eu só queria fazer um artifício por amor. Estamos tão familiarizados com a ideia de amor em canções pop, mas eu não queria que se enquadram nessa categoria tipo de clichê. Então eu pensei que eu iria criar Electra Heart. | ” |
|   | — Marina and the Diamonds, The Irish Times. |   |

O produto final tornou-se "um personagem frio, cruel que não era vulnerável", que mais tarde denominado "Electra Heart" e detalhada como uma ferramenta para representar uma combinação de elementos associados com o sonho americano e tragédia grega, e acrescentou que os visuais seria para mesclar os conceitos diferentes em uma ideia coesa.

"[A personagem] 'Electra Heart' é a antítese de tudo o que eu defendo. E o motivo de apresentá-la e de construir um conceito em torno dela é que ela está do lado corrupto da ideologia americana, e basicamente, essa é a corrupção de você mesmo. Meu maior medo — que é o maior medo de qualquer um — é de me perder e me tornar uma pessoa vazia. E isso acontece muito quando você é extremamente ambicioso."

—Marina Diamandis falando sobre a personagem Electra Heart, que dá título ao álbum.
Em uma entrevista ao Popjustice, Diamandis declarou que "basicamente Electra Heart é uma história", chamando-o de "um verdadeiro filme cinematográfico do tipo americano dos anos 70" dividido em três partes. O álbum é centrado em torno da personagem-título Electra Heart, que de acordo com Diamandis, não é um alter ego, mas sim "uma espécie de veículo para retratar o 'sonho americano' com elementos da tragédia grega", e que tudo isso "virá através do visual." Ela acrescentou dizendo que "queria criar uma personagem fria e cruel, que não fosse vulnerável."
Diamandis descreveu o álbum como "uma ode ao amor disfuncional", e declarou: "Baseei o projeto em torno de espécies de personagens comumente encontrados nas histórias de amor, no cinema e e no teatro, geralmente aqueles associados ao poder e o controle do amor, contrários a fraqueza ou a derrota [...] Rejeição é um tema embaraçoso e universal, e Electra Heart é a minha resposta a isso. Esse é um álbum franco."
Diamandis inicialmente anunciou Electra Heart, em agosto de 2011; Inicialmente, estava previsto para se tornar um projeto de três partes, inspirada na cultura americana na década de 1970, ainda que eventualmente evoluiu para o seu segundo álbum de estúdio. Diamandis originalmente havia se planejado para lançar o álbum como um "projeto paralelo" individualmente de Marina and the Diamonds, embora sua gestão fosse recusada. A faixa "Living Dead" foi a primeira a ser gravada durante a sua produção, e cerca de vinte e duas canções foram gravadas para uma possível inclusão no projeto. Mais tarde, ela comentou que o registro seria dedicado ao "amor disfuncional", elaborando que "a rejeição é um tema universal embaraçoso e Electra Heart é a minha resposta a isso." Diamandis afirmou que Electra Heart foi influenciado por Madonna, Marilyn Monroe, e a rainha francesa Marie Antoinette; ela descreveu Madonna como sendo "sem medo" e senti que ela expôs o desejo de ser um artista de sucesso além da fama e riqueza. Diamandis disse à Glamour que Britney Spears havia influenciado o tema de "dupla face" para o registro de ambas "inocência" e "escuridão". Ela descreveu o produto final como sendo "um pouquinho repugnânte" e reflexivo de suas experiências pessoais, apesar de notar que a sua campanha de divulgação seria "rosa e fofa".

## Recepção da crítica
| Críticas profissionais | Críticas profissionais |
| Pontuações agregadas   | Pontuações agregadas   |
| Fonte                  | Avaliação              |
| ---------------------- | ---------------------- |
| Metacritic             | 57/100                 |
| Avaliações da crítica  |                        |
| Fonte                  | Avaliação              |
| Clash                  | 1/10                   |
| Drowned in Sound       | 5/10                   |
| Evening Standard       | 4 de 5 estrelas.       |
| The Guardian           | 3 de 5 estrelas.       |
| The Independent        | 3 de 5 estrelas.       |
| The Irish Times        | 4 de 5 estrelas.       |
| musicOMH               | 3 de 5 estrelas.       |
| NME                    | 5/10                   |
| Pitchfork Media        | 5.9/10                 |
| The Times              | 2 de 5 estrelas.       |

Electra Heart recebeu críticas mistas dos críticos musicais. No Metacritic, que atribui uma pontuação máxima de 100 pontos aos álbuns, baseado nas críticas dos críticos mainstream, o álbum atingiu 57 pontos, baseado em 16 críticas, o que indica "críticas médias ou mistas". Michael Cragg, da BBC Music, disse que "[aqui] existem momentos em que as canções por si mesmas não são suficientemente interessantes para sustentar a voz de Marina", mas notou que "esses são os menores problemas", elogiando o álbum  pela sua capacidade de "equilibrar o irônico com os sentimentos do coração, o peculiar com o mainstream e a verdade com a mentira, com uma notável calma." Robert Copsey, do Digital Spy, deu ao álbum quatro de cinco estrelas, afirmando que "as melodias grudentas, os refrões colossais e a pura loucura fazem com que Electra Heart seja completamente agradável de se ouvir por inteiro - independentemente de você aderir ou não ao conceito." Pete Clark, do Evening Standard concordou com isso, comentando que "Marina se destaca nos momentos mais lentos das canções, como em ['Primadonna'], 'Lies', 'Valley of the Dolls' e 'The State of Dreaming', onde seus arrebatadores vocais se misturam a uma batida electro-pop, trazem a memória Kate Bush tendo opções mais fáceis do que as de seus dias mais recentes." Ele ainda disse que "a melhor [canção] entre todas é 'Homewrecker', com uma letra-narrada épica, na qual os Pet Shop Boys não teriam vergonha de colocar sua assinatura." Tony Clayton-Lea, do The Irish Times, deu ao álbum quatro de cinco estrelas, notando que no álbum há uma "forte presença do europop, o que dá a sensação de que o álbum terá um grande e duradouro sucesso nos charts [...], um nome mundo afora e um público seleto." Helen Clarke, do musicOMH, afirmou que "com seu álbum de estreia, [Diamandis] mostrou que consegue fazer baladas credíveis e um pop peculiar", e que "Electra Heart apresenta uma estrela do pop inteligente e corajosa." Em uma crítica para o Daily Express, Simon Gage disse que a voz de Diamandis é "peculiar, divertida e que muitas vezes flutua alto", e chamou as letras do álbum de "refrescantes e inteligentes", acrescentando: "Definitivamente [Electra Heart] não é um álbum pop de números, mas [que] há melodias amigáveis as rádios suficientes para torná-lo um sucesso comercial."
O crítico Alexis Petridis, do The Guardian, disse que as melhores canções do álbum "não são aquelas feitas pelos compositores renomados", mas "aquelas nas quais Diamandis trabalhou em conjunto com o produtor do The Family Jewels, Liam Howe." Ele concluiu dizendo: "Claramente há um estrela do pop interessante em algum lugar aqui: Da última vez ela ficou submersa por sua própria simploriedade, desta vez ela está em algum lugar abaixo de algumas tímidas canções, um confuso conceito e a imagem de uma outra pessoa. Talvez da próxima vez — se houver uma próxima vez — ela venha melhor." Krystina Nellis, do Drowned in Sound, achou o conceito do álbum confuso, dizendo que Electra Heart é "razoavelmente divertido de se ouvir, e mesmo que fique aquém da sua ambição estratosférica, Marina ainda tem muito mais a dizer do que seus contemporâneos." Nellis continuou dizendo: "Sobrecarregado por um grande pseudo-intelecto e, crucialmente, sem incríveis canções pop o suficiente, este é um ato na corda bamba que sempre chegará ao fim mais com um gemido do que com uma grande revelação." Quanto aos temas do álbum como o amor, a identidade, a feminilidade e a América, Kitty Empire do The Observer disse: "Toda essa agitação permite que a peculiar Diamandis faça um bombardeio de glitter como Britney ou Katy Perry, enquanto mantém uma certa distância irônica [...] Sua '[Electra] Heart' não é tão covarde quanto ela, mais esses temas de rainha do baile tiveram um tratamento musical mais intrigante por parte de Lana Del Rey." Simon Price, do The Independent, deu ao álbum três de cinco estrelas, e sentiu que "[O álbum] é muito profissional para ser verdadeiramente terrível, mas nunca é inteligente o suficiente para ser mais do que meramente um Toytown." Priya Elan do NME não se impressionou, e disse que "o álbum como um todo soa como um caro fracasso." Falando sobre Marina e sua personagem Electra Heart, ela disse: "Sem estar com os pés no chão o suficiente em sua subversão, a artificialidade [da personagem] soa tanto falsa quanto cuidadosamente traçada." De forma parecida, Laura Snapes do Pitchfork Media opinou dizendo que "Ao serem trabalhadas por Dr. Luke, Stargate, Greg Kurstin e Liam Howe, as canções de Electra Heart cairam dentro de três categorias básicas desses produtores: a suave e já encharcada batida [...], uma base eletrônica real, que está caindo em algum lugar entre o Depeche Mode do popzinho deles e a batida tema do Doctor Who, além das muito enjoativas baladas com melodias de caixinha de música de quarto de bebê." George Boorman, da Clash, deu ao álbum 1 ponto em uma escala de 10, chamando-o de "Uma inglória e lânguida declaração da morte de Marina, a marca final da reprovação em sua descomposta desculpa de uma carreira musical." Will Hodgkinson do The Times deu ao álbum duas de cinco estrelas, rejeitando-o ao dizer que ele é "um álbum cheio de clichês que poderia ter vindo de qualquer fantoche do X Factor."

## Lista de faixas
| N.º            | Título                  | Compositor(es)                                        | Produtor(es)                          | Duração |  |
| 1.             | "Bubblegum Bitch"       | Marina Diamandis, Rick Nowels                         | Nowels, Dean Reid*                    | 2:34    |  |
| 2.             | "Primadonna"            | Diamandis, Julie Frost, Łukasz Gottwald, Henry Walter | Dr. Luke, Cirkut                      | 3:41    |  |
| 3.             | "Lies"                  | Diamandis, Gottwald, Thomas Wesley Pentz, Walter      | Dr. Luke, Cirkut, Diplo*              | 3:46    |  |
| 4.             | "Homewrecker"           | Diamandis, Nowels                                     | Nowels                                | 3:22    |  |
| 5.             | "Starring Role"         | Diamandis, Greg Kurstin                               | Kurstin                               | 3:27    |  |
| 6.             | "The State of Dreaming" | Diamandis, Nowels, Devrim Karaoğlu                    | Nowels, Karaoğlu                      | 3:36    |  |
| 7.             | "Power & Control"       | Diamandis, Steve Angello                              | Kurstin                               | 3:46    |  |
| 8.             | "Living Dead"           | Diamandis, Kurstin                                    | Kurstin                               | 4:03    |  |
| 9.             | "Teen Idle"             | Diamandis                                             | Liam Howe, Dan Dare, Thomas Broderick | 4:14    |  |
| 10.            | "Valley of the Dolls"   | Diamandis, Nowels, Karaoğlu                           | Nowels, Karaoğlu                      | 4:13    |  |
| 11.            | "Hypocrates"            | Diamandis, Nowels                                     | Nowels, Karaoğlu                      | 4:02    |  |
| 12.            | "Fear and Loathing"     | Diamandis                                             | Howe                                  | 6:07    |  |
| Duração total: | Duração total:          | Duração total:                                        | Duração total:                        | 46:51   |  |

| Faixas bônus da Edição Deluxe digital e física do Reino Unido |                      |                                                                                      |                               |         |  |
| N.º                                                           | Título               | Compositor(es)                                                                       | Produtor(es)                  | Duração |  |
| 13.                                                           | "Radioactive"        | Diamandis, Clyde Narain, Fabian Lenssen, Mikkel Storleer Eriksen, Tor Erik Hermansen | Stargate, DJ Chuckie, Lenssen | 3:46    |  |
| 14.                                                           | "Sex Yeah"           | Diamandis, Kurstin                                                                   | Kurstin                       | 3:46    |  |
| 15.                                                           | "Lonely Hearts Club" | Diamandis, Ryan McMahon, Ryan Rabin                                                  | McMahon, Rabin                | 3:01    |  |
| 16.                                                           | "Buy the Stars"      | Diamandis                                                                            | Howe                          | 4:47    |  |
| Duração total:                                                | Duração total:       | Duração total:                                                                       | Duração total:                | 62:13   |  |

| Faixas bônus da Edição Platinum Blonde |                            |                                                                                             |                                |         |  |
| N.º                                    | Título                     | Compositor(es)                                                                              | Produtor(es)                   | Duração |  |
| 17.                                    | "How to Be a Heartbreaker" | Marina Diamandis, Łukasz Gottwald, Henry Walter, Benjamin Levin, Ammar Malik, Daniel Omelio | Dr. Luke, Cirkut, Benny Blanco | 3:41    |  |
| 18.                                    | "E.V.O.L"                  | Diamandis Howe                                                                              | Howe                           | 3:36    |  |
| 19.                                    | "Electra Heart"            | Diamandis Timothy Nelson                                                                    | Nelson                         | 3:43    |  |

| Videos bônus da Edição Deluxe do iTunes |                |         |  |
| N.º                                     | Título         | Duração |  |
| 17.                                     | "Radioactive"  | 3:48    |  |
| 18.                                     | "Primadonna"   | 3:47    |  |
| Duração total:                          | Duração total: | 69:48   |  |

(*) denota co-produtor(es)
Conteúdos bônus online
A versão física do CD dá direito a um exclusivo acesso online aos seguintes conteúdos extras:
- "Lies" (Acoustic) (vídeo) – 4:07
- "Primadonna" (Benny Benassi Remix) – 3:55
- "Primadonna" (Kat Krazy Remix) – 3:39

## Performance nas paradas musicais
| Chart (2012)                          | Posição |
| ------------------------------------- | ------- |
| Austrália — ARIA Album Chart          | 32      |
| Austrália — ARIA Digital Albums Chart | 23      |
| Áustria — Ö3 Austria Top 40           | 25      |
| Estados Unidos — Billboard 200        | 31      |
| Irish Albums Chart                    | 1       |
| Norwegian Albums Chart                | 30      |
| Scottish Albums Chart                 | 1       |
| UK Albums Chart                       | 1       |
| German Albums Chart                   | 17      |
| New Zealand Albums Chart              | 33      |
| Swiss Albums Chart                    | 11      |
| Swedish Albums Chart                  | 41      |

### Vendas e certificações
| Estados Unidos | RIAA | Ouro | 500,000* |
| Irlanda | IRMA | Ouro | 7,500*   |
| Reino Unido | BPI  | Ouro | 100,000* |
| ^ - números especificados com base apenas na certificação * - números não especificados baseando-se apenas na certificação |      |      |          |

## Créditos
Créditos adaptados das liner notes do álbum.
| - Marina Diamandis – vocais (todas as faixas); piano (9, 12, 16) - Rusty Anderson – guitarra elétrica (1, 4, 6, 10, 11); bouzouki (10) - Casper Balslev – fotografias - Big Active – layout - Tim Blacksmith – produtor executivo, Stargate management (13) - David Campbell – string arrangements, string conductor (6, 10) - Matt Chamberlain – drums (11) - Dan Chase – keyboards (1, 4); bass, drums, programming (4) - DJ Chuckie – instruments, producer (13) - Cirkut – instruments, producer, programming (2, 3) - Danny D. – executive producer, Stargate management (13) - Diplo – additional programming, co-producer (3) - Dr. Luke – instruments, producer, programming (2, 3) - The Elite – additional drum production, additional drum programming (9) - Mikkel S. Eriksen – engineer, instruments (13) - Kat Garbutt – management - Serban Ghenea – mixing (2, 3, 5, 7, 8, 14) - Clint Gibbs – engineer (2, 3) - Matty Green – mixing assistant (1, 4, 6, 10, 11) - John Hanes – mix engineer (2, 3, 5, 7, 8, 14) - Tor Erik Hermansen – instruments (13) - Liam Howe – producer, mixing (9, 12, 16); Philicorda, santoor (9); synthesiser (9, 12); Mellotron, programming, telegraph keyboards (12) - John Ingoldsby – additional engineer (1, 4, 6, 10, 11) - Lambrini Kaklamani – additional vocals (12) - Devrim Karaoğlu – drums, keyboards, producer, programming (6, 10, 11); strings (6); bass (10, 11) | - Greg Kurstin – keyboards, producer, programming (5, 7, 8, 14); engineer (5, 7, 14); piano (5); bass, guitar (7, 8, 14) - Fabian Lenssen – additional assistant engineer, engineer, instruments, producer (13) - Damien Lewis – additional assistant engineer (13) - Nigel Lundemo – additional engineer (1, 4, 6, 10, 11) - Derek Mackillop – management - Ryan McMahon – engineer, instruments, producer, programming (15) - Kieron Menzies – engineer (1, 4, 6, 10, 11) - Katie Mitzell – production coordination (2, 3) - Rick Nowels – keyboards, producer (1, 4, 6, 10, 11); electric guitar (4); piano (6, 11) - Charlie Paakkari – string engineer (6, 10) - Dan Parry – mixing (15) - Tim Pierce – electric guitar (1, 6, 11) - Ryan Rabin – engineer, instruments, producer, programming (15) - Dean Reid – bass, co-producer, drums, engineer, keyboards (1); electric guitar (1, 6) - Irene Richter – production coordination (2, 3) - Tim Roberts – assistant mix engineer (2, 3, 5, 7, 8, 14) - Phil Seaford – assistant mix engineer (2, 3, 5, 7, 8, 14) - Jesse Shatkin – additional engineer (5, 7, 14) - Jon Sher – assistant engineer (2, 3) - Stargate – producers (13) - Mark "Spike" Stent – mixing (1, 4, 6, 10, 11) - Phil Tan – mixing (13) - Miles Walker – engineer (13) - Trevor Yasuda – assistant engineer (1, 4, 6, 10, 11) |

## Histórico de lançamento
| País           | Data                | Gravadora(s)                                | Formato(s)           | Edição(ões)    |
| -------------- | ------------------- | ------------------------------------------- | -------------------- | -------------- |
| Irlanda        | 27 de Abril de 2012 | 679 Artists, Warner Music, Atlantic Records | CD, download digital | Padrão, deluxe |
| Reino Unido    | 27 de Abril de 2012 | 679 Artists                                 | Download digital     | Padrão, deluxe |
| Suécia         | 27 de Abril de 2012 | 679 Artists                                 | Download digital     | Padrão, deluxe |
| Noruega        | 27 de Abril de 2012 | 679 Artists                                 | Download digital     | Padrão, deluxe |
| Dinamarca      | 27 de Abril de 2012 | 679 Artists                                 | Download digital     | Padrão, deluxe |
| Reino Unido    | 30 de Abril de 2012 | 679 Artists, Warner Music, Atlantic Records | CD                   | Padrão, deluxe |
| Suécia         | 02 de Maio de 2012  | 679 Artists, Warner Music, Atlantic Records | CD                   | Padrão, deluxe |
| Noruega        | 02 de Maio de 2012  | 679 Artists, Warner Music, Atlantic Records | CD                   | Padrão, deluxe |
| Dinamarca      | 06 de Maio de 2012  | 679 Artists, Warner Music, Atlantic Records | CD                   | Padrão, deluxe |
| Portugal       | 07 de Maio de 2012  | 679 Artists, Warner Music, Atlantic Records | CD                   | Padrão, deluxe |
| Alemanha       | 11 de Maio de 2012  | 679 Artists, Warner Music, Atlantic Records | CD, download digital | Padrão, deluxe |
| Polónia        | 14 de Maio de 2012  | 679 Artists, Warner Music, Atlantic Records | CD, download digital | Padrão, deluxe |
| Espanha        | 15 de Maio de 2012  | 679 Artists, Warner Music, Atlantic Records | CD, download digital | Padrão, deluxe |
| Austrália      | 18 de Maio de 2012  | 679 Artists, Warner Music, Atlantic Records | CD, download digital | Padrão, deluxe |
| Países Baixos  | 25 de Maio de 2012  | 679 Artists, Warner Music, Atlantic Records | CD, download digital | Padrão, deluxe |
| Brasil         | 12 de Junho de 2012 | Warner Music Brasil                         | Download digital     | Padrão, deluxe |
| Brasil         | 11 de Julho de 2012 | Warner Music Brasil                         | CD                   | Padrão, deluxe |
| Estados Unidos | 17 de Julho de 2012 | Atlantic Records                            | CD, download digital | Padrão, deluxe |
| Canadá         | 17 de Julho de 2012 | Atlantic Records                            | CD, download digital | Padrão, deluxe |